# Impôt négatif sur le revenu

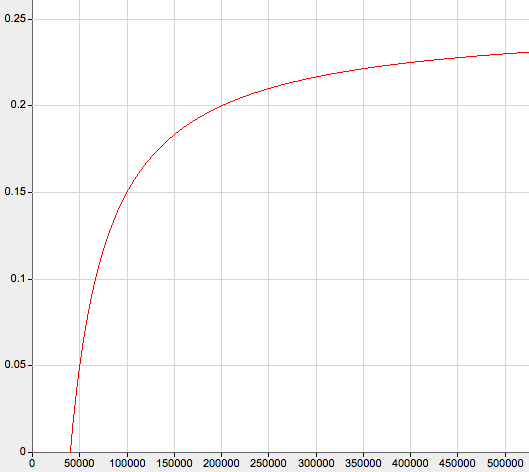
Taux équivalent d'un impôt négatif sur le revenu associant une allocation de 10000 et un taux de prélèvement de 25 %.

L'impôt négatif sur le revenu est un système d'impôt unique qui consiste en l’allocation à tout individu d’un montant fixe par l’État, un « impôt négatif », couplé à « impôt positif normal, progressif » à partir d’un certain niveau de revenu.
Juliet Rhys-Williams théorisa le concept dans les années 1940, puis il fut repris par l'économiste et « Prix Nobel » d'économie Milton Friedman en 1962 dans Capitalisme et liberté. L'impôt négatif a été défendu par ce dernier afin de simplifier et démocratiser le versement des allocations en pénalisant moins l'activité économique.
En France, l’impôt négatif fut introduit par Lionel Stoléru en 1974 dans le but de remplacer les dispositifs redistributifs existants. Il soulignait alors « qu’il serait malsain de concevoir l’impôt négatif comme venant s’ajouter à tout ce qui existe. Bien au contraire, il faut y voir le moyen de supprimer et de simplifier toute une série de programmes sociaux actuels, et par conséquent, de faire des économies de gestion administrative. Cet objectif est même quelquefois l’un des buts principaux de la mise en œuvre de l’impôt négatif ».
En 2014, le think tank libéral GenerationLibre ressuscite l'idée par la publication d'un rapport co-rédigé par Gaspard Koenig et Marc de Basquiat faisant la critique du modèle social actuel et proposant la mise en place d'un « LIBER », un modèle d'impôt négatif accompagné d'un taux d'imposition à taux unique.

## Présentation

Système d’impôt négatif.

Selon les théoriciens de l'impôt négatif sur le revenu, celui-ci viendrait en remplacement de l'impôt sur le revenu. Il s'agirait d'un impôt à taux fixe, par exemple 25 %, mais chaque contributeur recevrait alors également 10 000 €/an de la part de l'État.
Le calcul ci-dessous illustre ce que le système ferait gagner ou perdre à chaque contribuable :
- Ainsi une personne gagnant 4 000 € par an payerait 1 000 € par an d'impôts. Mais elle recevrait de l'État 10 000 € par an, le gain net grâce à l'impôt négatif étant ainsi de 9 000 €.
- Une personne gagnant 40 000 € par an payerait 10 000 € par an d'impôts. Elle recevrait alors de l'État 10 000 € par an, le gain net grâce à l'impôt négatif étant ainsi de 0 €. Elle se trouverait au point d'équilibre et ne payerait aucun impôt ni ne recevrait de versements.
- Une personne ayant un revenu de 1 000 000 € par an payerait 250 000 € par an d'impôts. Mais elle recevrait de l'État 10 000 € par an, le gain net grâce à l'impôt négatif étant ainsi de −240 000 €. Elle serait imposée au bout du compte de presque la totalité des 25 %, étant donné la petite somme gagnée de 10 000 € par an, comparée à ses revenus imposés.

### Différences entre impôt négatif et allocation universelle

Système d’allocation universelle.

Les deux mécanismes d'allocation universelle et d'impôt négatif permettent théoriquement de réaliser un profil de redistribution similaire comme le montre l’identité des deux courbes rouges dans les graphiques ci-contre. Mais contrairement à l'allocation universelle qui est versée sans condition, l'impôt négatif nécessite un calcul suivant les revenus passés et introduit donc un délai entre l'état de nécessité et le versement du transfert.
Cependant, l'impôt négatif nécessite des transferts largement moins importants. Il est potentiellement aussi plus acceptable politiquement, car aucun revenu n'est versé au haut revenu.
L'impôt négatif comporte d'autres difficultés techniques difficiles à résoudre selon l'OCDE. D'une part la définition du revenu taxable est difficile car dans de nombreux pays certains revenus sont peu ou pas taxés et d'autre part le système incite à la sous-estimation des revenus par la fraude afin de bénéficier de l'impôt négatif. D'autre part, si le revenu pris en compte pour le transfert est celui du ménage et non le revenu individuel comme dans le cas de l'allocation universelle, le système comporte des effets de désincitation à l'égard du travail féminin.
Enfin en plus des différences techniques Marc de Basquiat souligne la différence terminologique entre les deux mesures : « l'une [l'allocation universelle] parait être la chaude expression de la solidarité nationale, l'autre [l'impôt négatif] semble relever d’une froide justice fiscale. »

### Utilité
Un impôt négatif sur le revenu pourrait régler de nombreux problèmes actuels des systèmes économiques et fiscaux. Selon ses partisans, cela résoudrait certaines difficultés liées à l'aide sociale : sous cette forme, l'impôt négatif supprime les effets de seuil comme les trappes à inactivité (welfare trap en anglais). Cet impôt négatif peut également être considéré comme une subvention à l'emploi ayant pour principal résultat de réduire les coûts salariaux, en particulier pour les emplois les moins qualifiés. De ce point de vue, cette méthode peut être considérée comme la plus bénéfique à l'égard des tâches les moins rémunératrices, et moins à celles plus directement relatives aux capitaux.
Mais l'impôt négatif sur le revenu est critiqué aussi car revenant à une subvention d'État donnée aux employeurs d'ouvriers non qualifiés, qui peuvent ainsi réduire leurs dépenses en n'ayant pas à rémunérer convenablement leurs employés. Il peut donc dévier la revendication de hausse des salaires du patronat vers l'État.
L'inconvénient principal est le même que pour n'importe quel système d'impôt sur le revenu : il nécessite des démarches onéreuses de vérification et de supervision afin d'éviter les fraudes. Dans tous les cas, l'effet de subvention aurait probablement pour cause une réduction à long terme du chômage. En l'absence de salaire minimum, il n'aurait pas d'effet à long terme sur les salaires fixes : les employeurs compenseraient en abaissant le salaire brut.
La majorité des programmes d'assistance et de sécurité sociale pourraient être supprimés. En fonction du niveau de cet impôt négatif, l'abolition du salaire minimum serait également envisageable.
La haute complexité et la nature immobile des codes des impôts dans la majorité des pays rend son application difficile. Codes qui, pour être conformes à un système d'impôt négatif sur le revenu, devraient être réécrits. Ce qui parvint à percer dans certains pays fut l'introduction de crédits d'impôts remboursables (non gaspillés) qui peuvent être payés même lorsque la personne n'est pas imposable.

### Progressivité de l'imposition
L’impôt négatif sur le revenu est une imposition progressive, c’est-à-dire une imposition où le taux d'imposition augmente avec les revenus (les revenus élevés paient davantage, non seulement en valeur absolue, mais aussi en proportion de leurs revenus).
De fait, l'allocation serait perçue par tous et les impôts seraient payés également par tous, en fonction des revenus, ce qui rapprocherait l'imposition d’un principe d'égalité devant l'impôt entre les citoyens. Certains (les plus pauvres) recevraient plus qu'ils ne paieraient et les autres (les moins pauvres) paieraient plus qu'ils ne recevraient.
Lorsque l'allocation est couplée à un impôt sur le revenu à taux unique, le taux d'imposition effectif des ménages est progressif, sans effet de seuil. Le taux d’imposition moyen sur les revenus est de plus en plus élevé, la limite maximale de ce taux moyen étant le taux nominal de l'impôt.
Pour expliquer cela de façon un peu mathématisée, disons que si la personne
a un Revenu Brut (avant impôt et allocation),
paye sur son Revenu Brut un impôt sur le revenu au taux Taux nominal,
perçoit l'Allocation,
alors
elle paye à l'État le montant    Revenu Brut * Taux nominal
et elle reçoit en même temps de l'État le montant Allocation
au bout du compte
on peut calculer un Taux d'imposition équivalent appliqué aux revenus bruts.

#### Taux d'imposition équivalent
Appelons Impôt Equivalent le solde total net des montants dus aux administrations publiques par le contribuable, moins le montant de l'allocation versée au contribuables (ce solde peut être positif ou négatif).
Appelons Taux d'imposition Equivalent le rapport entre ce montant et les revenus bruts.
Par définition, on a
{\displaystyle {\text{Impot Equivalent}}={\text{Revenu Brut}}*{\text{Taux nominal}}-{\text{Allocation}}}.
Donc
{\displaystyle {\text{Taux d Imposition Equivalent}}={\frac {\text{Impot Equivalent}}{\text{Revenu Brut}}}={\frac {{\text{Revenu Brut * Taux nominal}}-{\text{Allocation}}}{\text{Revenu Brut}}}}.
On a donc
{\displaystyle {\text{Taux d Imposition Equivalent}}={\text{Taux nominal}}-{\frac {\text{Allocation}}{\text{Revenu Brut}}}}.

#### Personne à faible revenu
Une personne pauvre a un Revenu brut peu élevé, c'est-à-dire que pour elle :
{\displaystyle {\text{Revenu Brut}}*{\text{Taux nominal}}<{\text{Allocation}}}.
Cette situation a lieu si son revenu vérifie {\displaystyle {\text{Revenu Brut }}<{\frac {\text{Allocation}}{\text{Taux nominal}}}}.
Son taux d'imposition équivalent est négatif (elle reçoit plus d'argent qu'elle n'en paye), et vaut :
{\displaystyle {\text{Taux d Imposition Equivalent}}={\text{Taux nominal}}-{\frac {\text{Allocation}}{\text{Revenu Brut}}}<0}.

#### Personne à taux d'imposition équivalent nul
Dans ce cas, {\displaystyle {\text{Revenu Brut}}*{\text{Taux nominal}}={\text{Allocation}}}.
Cette situation a lieu si son revenu vérifie
{\displaystyle {\text{Revenu Brut}}={\frac {\text{Allocation}}{\text{Taux nominal}}}}.
La personne reçoit une allocation, et paye un impôt du même montant. Son revenu net est donc égal à son revenu brut.
{\displaystyle {\text{Taux d Imposition Equivalent}}=0}.

#### Personne aux revenus élevés
Une personne dont les revenus bruts sont élevés devra payer des impôts d'un montant plus élevé que le montant reçu grâce à l'allocation, c'est-à-dire que pour elle :
{\displaystyle {\text{Revenu Brut}}*{\text{Taux nominal}}>{\text{Allocation}}}.
Cette situation a lieu si son revenu vérifie
{\displaystyle {\text{Revenu Brut}}>{\frac {\text{Allocation}}{\text{Taux nominal}}}}.
En définitive, tout se passe pour une telle personne riche comme si elle payait un impôt de montant Revenu Brut * Taux nominal - Allocation.
Son taux d'imposition équivalent est une fonction croissante de ses revenus bruts :
{\displaystyle {\text{Taux d Imposition Equivalent}}={\text{Taux nominal}}-{\frac {\text{Allocation}}{\text{Revenu Brut}}}>0}.
Plus les revenus bruts augmentent, plus le taux d'imposition équivalent est élevé.

### Quelle perception vis-à-vis d'un versement d'argent aux personnes à revenus élevés?
Remarquons également que du point de vue économique il fait regarder l'impôt équivalent versés par chaque individu ou ménage ; du point de vue de la perception psychologique des individus, il est possible que le versement de l'allocation à des personnes déjà « riches » soit mal perçu.
Cependant, la mise en place de l'allocation coïncidera (selon les schémas envisagés) avec une augmentation des impôts versés par les plus riches, qui finalement ne seront pas gagnants.

## Mise en place

### Belgique
Guy Verhofstadt a introduit l’impôt négatif en Belgique pour simplifier le système fiscal du pays.

### États-Unis
Aux États-Unis, le système a été mis en place depuis 1975 sous la forme du Earned income tax credit (en) dans onze États. Il a eu un effet positif sur le taux d'emploi.

### Canada
Au Canada, l'impôt négatif a été expérimenté dans le Manitoba entre 1975 et 1979 dans le cadre du programme MINCOME. Les résultats furent très positifs, autant sur le plan du marché du travail (faible désincitation au travail) que sur la santé publique et l'éducation.

### France
L'impôt négatif a été défendu en France dans les années 1970 par deux polytechniciens conseillers du président Valéry Giscard d'Estaing : Lionel Stoléru et Christian Stoffaës. Ce dernier rédige en 1973 un « rapport du groupe d'étude de l'impôt négatif » pour le compte du Commissariat général du plan,. Lionel Stoléru dans un rapport publié en 1974 définit ainsi la mesure : « L'impôt négatif consiste à mettre en place un système unique qui fasse payer des impôts aux riches et distribue des allocations aux pauvres. »,
En 2001, en France, le gouvernement de Lionel Jospin a mis en place une variante de l'impôt négatif dite « prime pour l'emploi » qui vient en déduction de l'impôt sur le revenu et peut aboutir, si cette remise est supérieure à l'impôt, à la remise d'un chèque au contribuable. La mise en place de cet impôt négatif a été saluée à la fois par des économistes proches de la gauche comme Thomas Piketty et par des libéraux comme Alain Madelin ou Alternative libérale. La prime pour l'emploi a été fortement augmentée par le gouvernement Raffarin en 2003 puis par le gouvernement Dominique de Villepin entre 2005 et 2007.
En 2024, l’association AIRE, prenant appui sur les travaux de Marc de Basquiat et de Léon Régent, approfondit ses analyses sur la transformation des systèmes fiscaux et sociaux. Elle élabore une proposition reposant sur la simplification de la fiscalité et des systèmes sociaux, l’équilibrage des comptes publics, la libération de l'activité économique et des choix des citoyens. Elle propose de remplacer une part importante des dispositifs actuels qu’elle juge compliqués et peu efficaces, voire pervers, par la combinaison de trois outils : 1) L'impôt Négatif Français (INF) = 25% x Revenus - 500 € x Nombre d'adultes ; 2) La Contribution Santé Universelle (CSU) = 25% x (Revenus - Seuil minimum d'activité) ; 3) L'Allocation Familiale Unique (AFU) = 250 € / mois par enfant mineur à charge.

### Royaume-Uni
Au Royaume-Uni, les premiers ministres John Major et Tony Blair mirent en place un système lui aussi proche de l'impôt négatif avec le Working tax credit (en).